# 石川勝久
石川 勝久（いしかわ かつひさ、10月9日 - ）は、おもにコンピュータゲームのサウンドディレクターとして知られる、日本の効果音制作者、作詞家、編曲家、演奏家。山形県立寒河江高等学校、日本電子専門学校サウンドクリエイティブ科卒。愛称は「ばび〜」。

## 略歴
中学生の頃からバンド活動を開始。高校時代にアーケードゲームのFM音源に触れ、セガ『カルテット』やカプコン『セクションZ』などを契機にゲームミュージックに興味を抱く。当初はレコーディング・エンジニアを志し、日本電子専門学校に進学。
1990年タイトーに企画職として入社。その後サウンドチーム（ZUNTATA）に所属し、『メタルブラック』の効果音でデビュー。以降もアーケードゲームを中心に効果音を制作し、1996年の『サイキックフォース』からはサウンドディレクションも行う。
ZUNTATAではライブ時にキーボーディストとして演奏するほか、1995年にHAGGY、KAMATYらとユニット「ZUNTATA-J.A.M.（Junkie As Machine）」を結成。1997年の『電車でGO!』のテーマソング「J.A.M.の電車で電車でGO!GO!GO!」ではボーカルを務めて好評を博す。また、ライブやイベント、「ZUNTATA NIGHT」などのインターネット生配信においては、進行役を務めることも多い。
メンバー変遷の激しいZUNTATAにあって長年在籍し続けており、2015年には小倉久佳を抜いて在籍期間が歴代最長のメンバーとなった。前任の内田哉の退社後は、ZUNTATAの5代目リーダーに就任（現任）。

## 人物
- 作曲はほとんど行わない。タイトー入社後は、サウンド開発への配置転換時の研修にて「春夏秋冬」をテーマにした課題曲を作った[3]ほかは、商用タイトルでは1曲のみ（後述）。
- 無類のゲーム音源チップマニアで、イベントやインターネット生配信などでも、たびたび蘊蓄を披露する。
- 愛称の「ばび〜」は、タイトーのゲーム『レインボーアイランド』の主人公・バビーが由来という俗説があるが、当人によって否定されている[7]。なお、本当の由来は当人曰く、「内緒にしておいた方が面白いのでナイショ」とのこと[8]。ちなみに、1992年発売のスーパーファミコン版『ハットトリックヒーロー』では、「ISHI BABIO」という名前でクレジットされている。
- ZUNTATAのスポークスパーソンも担当しており、各種公式オンラインメディア（Webサイト「Z-Field」、Twitter、Facebook）の制作・更新も行っている[9]。

## おもな作品

### サウンドディレクション
- サイキックフォースシリーズ
- 武刃街
- ダライアスバースト
- SPACE INVADERS GET EVEN〜逆襲のスペースインベーダー〜
- タクトオブマジック
- ダライアスバースト クロニクルセイバーズ
- アリス・ギア・アイギス（コロプラ）

### 効果音製作
- メタルブラック
- ダライアス外伝
- カイザーナックル
- ファイターズインパクト
- スーパーチェイス
- ランディングハイジャパン
- サイキックフォースシリーズ
- ジェットでGO!2
- バトルギア
- 武刃街
- SPACE INVADERS GET EVEN〜逆襲のスペースインベーダー〜
- タクトオブマジック
- ホーンテッドミュージアムシリーズ
- ガイアアタックフォー
- ソニックブラストヒーローズ
- ダライアスバースト
- ダライアスバースト アナザークロニクル
- アリス・ギア・アイギス（コロプラ）
- 鬼灯の冷徹〜地獄のパズルも君次第

### 作詞
- J.A.M.の電車で電車でGO!GO!GO!（PlayStation版『電車でGO!』テレビCMソング）
- 明日へのチケット（PlayStation版『電車でGO!名古屋鉄道編』イメージソング]）
- 輝きを忘れないで（PlayStation版『サイキックフォースパズル大戦』テーマソング）
- 微笑みを追いかけて（PlayStation版『プチカラット』イメージソング）
- 電車で電車でGO!GO!GO!れぼりゅ〜しょん（『電車でGO!』10周年記念ソング）

### 歌唱
- J.A.M.の電車で電車でGO!GO!GO!
- 明日へのチケット
- LOVE特急こまち（PlayStation版『電車でGO!2高速編』テーマソング）
- 電車deアミーゴ!

### 作曲
- サイバーステラ（大型筐体「IDYA」用ゲーム）
  - ステージ前BGM[10]